# 11e Haarlem Basketball Week
De 11e editie van de Haarlem Basketball Week werd gehouden van 26 december 1992 tot en met 3 januari 1993 in het Kenemer Sportcentrum. Het evenement werd bezocht door ongeveer 16.000 toeschouwers.

## Poule A
- Adelaide 36ers
- Hapoel Eilat/Eilot
- Canoe Jeans EBBC

## Poule B
- High Five America
- Nigeria
- Mustang Jeans/Commodore Den Helder

## Uitslagen

### Groepsfase

#### Poule A
- 26 december 1992
  - Hapoel Eilat/Eilot 93 vs 80 Canoe Jeans EBBC

- 27 december 1992
  - Canoe Jeans EBBC 79 vs 66 Adelaide 36ers

- 28 december 1992
  - Adelaide 36ers 75 vs 70 Hapoel Eilat/Eilot

#### Poule B
- 26 december 1992
  - Mustang Jeans/Commodore Den Helder 90 vs 75 High Five America

- 27 december 1992
  - High Five America 103 vs 54 Nigeria

- 28 december 1992
  - Nigeria 57 vs 88 Mustang Jeans/Commodore Den Helder

- 29 december 1992
  - (Poule A nr.2 - Poule B nr.3) Canoe Jeans EBBC 122 vs 68 Nigeria (K)
  - (Poule B nr.2 - Poule A nr.3) High Five America 97 vs 88 Adelaide 36ers (L)

#### Finalepoule A
- FA1.  Hapoel Eilat/Eilot (Poule A nr.1)
- FA2.  High Five America (winnaar L)
- FA3.  Wichita Falls Texans

#### Finalepoule B
- FB1.  Mustang Jeans/Commodore Den Helder (Poule B nr.1)
- FB2.  Canoe Jeans EBBC (winnaar K)
- FB3.  Racing Maes Pils Mechelen

- 30 december 1993
  - (FA1-FA2) Hapoel Eilat/Eilot 112 vs 96 High Five America (X)
  - (FB1-FB2) Mustang Jeans/Commodore Den Helder 69 vs 84 Canoe Jeans Den Bosch (Y)

- 31 december 1993
  - (verliezer K-verliezer L) Nigeria 62 vs 91 Adelaide 36ers (7e/8e plaats)

- 1 januari 1994
  - Wichita Falls Texans 92 vs (verliezer X) 67 High Five America
  - Racing Maes Pils Mechelen 83 vs (verliezer Y) 77 Mustang Jeans/Commodore Den Helder

- 2 januari 1994
  - (winnaar Y) Canoe Jeans Den Bosch 93 vs 87 Racing Maes Pils Mechelen
  - (winnaar X) Hapoel Eilat/Eilot 104 vs 90 Wichita Falls Texans

- 3 januari 1994
  - (no.3 FPA - no.3 FPB) High Five America 76 vs 70 Mustang Jeans/Commodore Den Helder (5e/6e plaats)
  - (no.2 FBA - no.2 FPB) Wichita Falls Texans 115 vs 74 Racing Maes Pils Mechelen (3e/4e plaats)
  - (no.1 FPA - no.1 FPB) Hapoel Eilat/Eilot 95 vs 93 Canoe Jeans EBBC (1e/2e plaats)

## Eindstand
- 1.  Hapoel Eilat/Eilot
- 2.  Canoe Jeans EBBC
- 3.  Wichita Falls Texans
- 4.  Racing Maes Pils Mechelen
- 5.  High Five America
- 6.  Mustang Jeans/Commodore Den Helder
- 7.  Adelaide 36ers
- 8.  Nigeria